# Julius Mackerle
Julius Mackerle (18. června 1909 Jevíčko – 11. září 1988) byl český automobilový inženýr, vynálezce a zlepšovatel.

## Život
Jeho otec, Julius, vlastnil cihelnu v Jevíčku a jeho bratr Jaroslav Mackerle (1913-1964) byl architekt, výtvarník, amatérský archeolog, historik a etnograf.
Julius Mackerle vystudoval Vysoké učení technické v Brně, kde i zkonstruoval a postavil svoje první motorové vozidlo – dvoumístný sportovní roadster s motocyklovým motorem JAP 1000 cm³. Studium dokončil v roce 1935.
Mackerle byl poté zaměstnán ve Škodovce v Plzni jako konstruktér motorů, později se stal vedoucím konstrukce vznětových motorů a nakonec přešel do pražských Škodových závodů na Smíchově, kde se seznámil s velkými lodními motory.

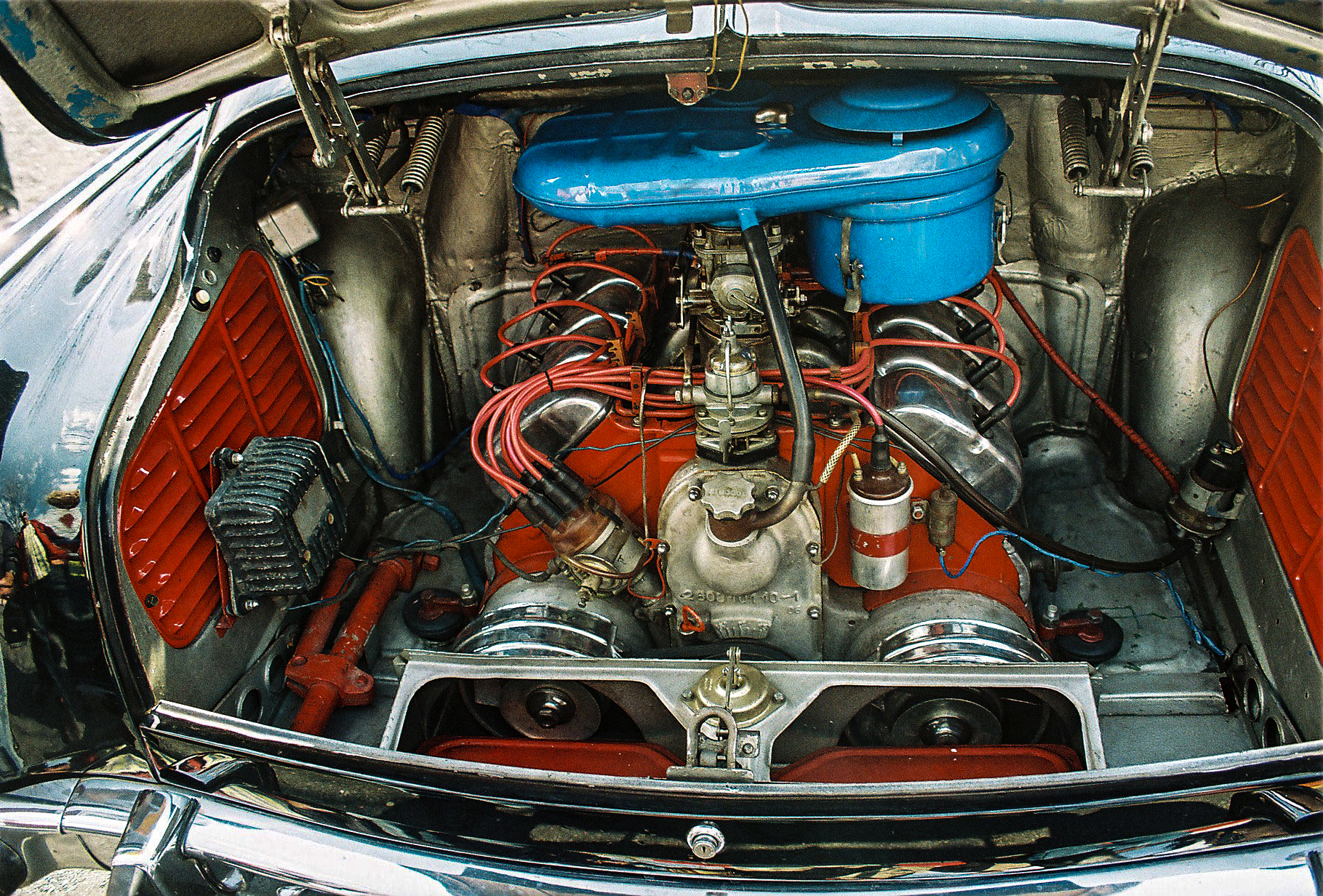
Motor Tatra 603

V roce 1948 odešel Mackerle do Tatry Kopřivnice. jeho prvním úkolem byla rekonstrukce vidlicového dvanáctiválcového motoru T 108, který poháněl Tatru 111. Rekonstrukcí hlav a vytvořením spalovacího prostoru ve dně pístu snížil spotřebu tohoto motoru. Motor byl svou koncepcí předurčen i k jiným konfiguracím. Např. vidlicový osmiválec (Tatra 128, autobus Tatra 500 HB) nebo řadový šestiválec (Praga V3S)
Jako šéfkonstruktér nastavil koncepci nových vzduchem chlazených motorů Tatra: podle jeho návrhu a pod jeho vedením vznikl v roce 1949 vidlicový osmiválec T603 (2545 cm³), který byl v roce 1950 namontován do závodního monopostu Tatra 607 – tehdy se uplatnil i systém ejektorového chlazení motoru, aby ventilátor zbytečně neodebíral užitný výkon. Motor T603 o výkonu 70 kW byl od roku 1955 montován do reprezentativní limuzíny Tatra 603, která převzala označení právě podle motoru.
Vedle toho Mackerle zkonstruoval i vidlicový vznětový osmiválec T928 ( opět s úhlem válců 75°), který sloužil ve velmi úspěšném nákladním automobilu Tatra 138. Jeho dílem je také motor pro (jinak nepříliš kvalitní) vojenský valník Tatra 128.
V roce 1958 Mackerle přešel jako vedoucí oddělení odboru motorů do Ústavu pro výzkum motorových vozidel, kde také postavil pokusné vozidlo Rotoped. Přednášel na technických univerzitách v Praze, Brně a Bratislavě a napsal několik knih a řadu článků v technické literatuře.
Za práci na vzduchem chlazených motorů mu Institute of Mechanical Engineers v Londýně v roce 1962 udělil Herbert Akroyd Stuart Prize.
Nejen vzduchem chlazené motory byly jeho životní téma. Propagoval i osobní automobily s motorem vzadu.